# General Knas

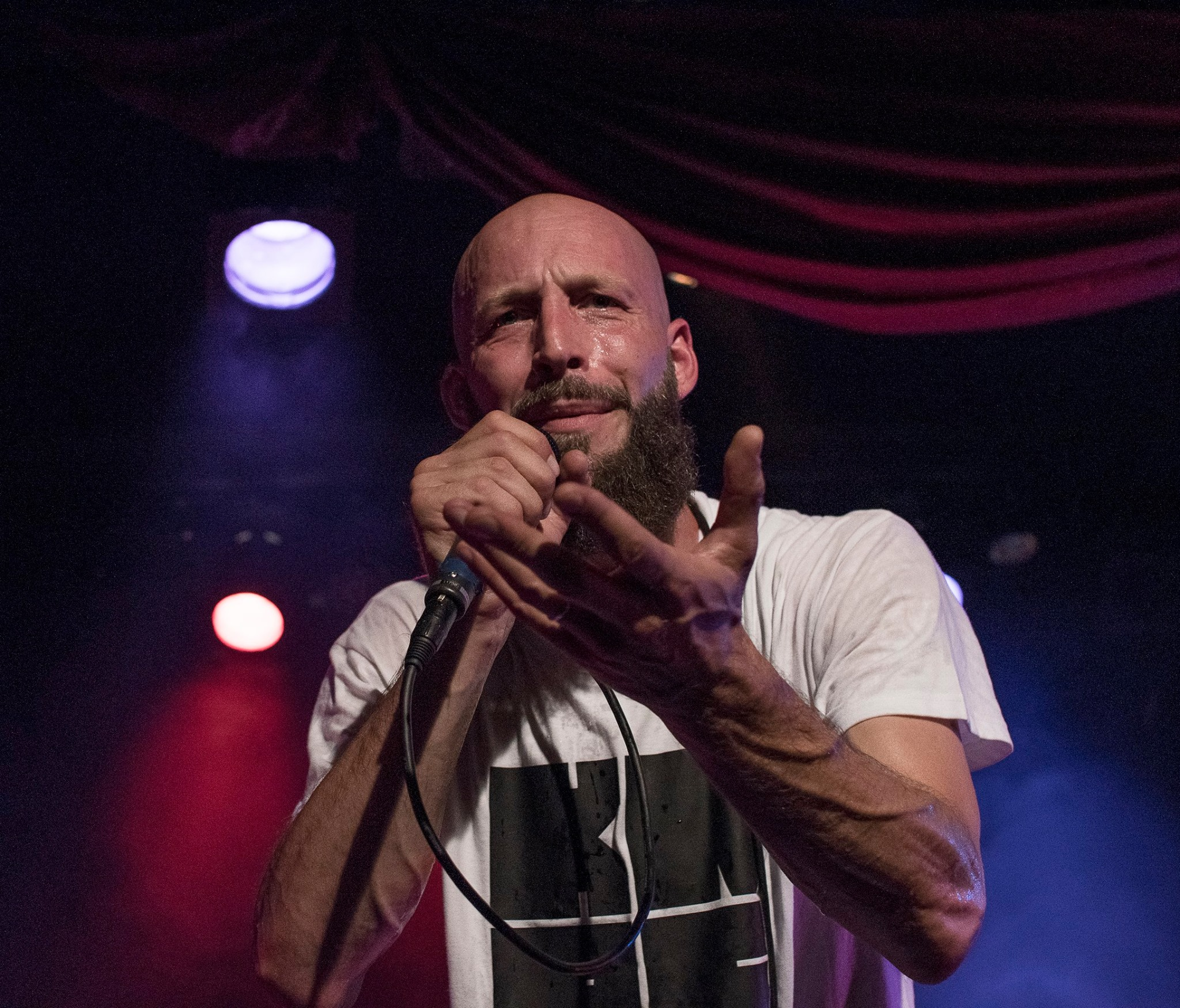
General Knas 2018 på Kajskjulets scen.

Ivan Olausson Klatil, mest känd under sitt artistnamn General Knas, född 31 mars 1978 i Billeberga församling i dåvarande Malmöhus län, är en svensk reggaemusiker, känd för sin mörka sångstil, så kallad toasting. Han är medlem i musikgruppen Svenska Akademien. Under sina 20 år som artist har han hunnit släppa tio album: fem med bandet Svenska Akademien; fem som General Knas samt en EP.

## Uppväxt och tiden i Svenska Akademien
General Knas föddes 1978 och växte upp i Värmö håla i Svalövs kommun i Skåne. Han har även bott i Hörby. I gymnasieåldern flyttade han sedan till Landskrona, där han hamnade i samma klass som Carl-Martin Vikingsson. Vikingsson och Simon Vikokel startade Svenska Akademien, under namnen Sture Allén den yngre och Don Cho. General Knas anslöt sig till gruppen som tredje medlem och styrde gruppen mer mot reggae och dancehall. Trion släppte 2001 debut-EP:n Snapphaneklanen, som sedan följdes av fyra fullängdsalbum.
I oktober 2009 meddelade gruppen via sin hemsida att de lägger av, men de samlades åter 2013  och turnerade på ett tiotal olika orter i Sverige.

## Solokarriär
Parallellt med Svenska Akademien släppte General Knas 2006 sitt första soloalbum, Äntligen har rika människor fått det bättre. Som producenter av skivan fanns bland annat Kapten Röd och Partillo.
Uppföljaren Charmörerna presenterar General Knas med Vänner släpptes 2009, och rörde mer mot dancehall än den tidigare skivan. Skivan har gott om gästande artister, däribland Syster Sol, Titti Tång och Kapten Röd.
General Knas tredje skiva, Kärlek och Revolt!, släpptes i augusti 2011. Lars på Bas från Svenska Akademien har varit med och gjort musiken och skivan är producerad av Mowgli.
Under augusti 2011 hamnade General Knas på tidningarnas förstasidor, då han tillsammans med pressreleasen av sin nya singel 12/12, skickade en påse hampafrön till DNs kulturredaktion.
General Knas fjärde soloalbum, Folkets Röst släpptes i september 2014. Det är producerat av Kap10 (Kapten Röd), Partillo, One Drop och Lancealot. Medverkande gästartister är Kapten Röd, AKI, Vic Vem och Ras Daniel.
På Kingsizegalan 2015 fick han priset för Årets Reggae/Dancehall.
EP ”Dancehall”, framförd av General Knas och producerad av toppnamn inom genren från hela Skandinavien samt Jamaica släpptes 2016.
2018 släpptes hans femte soloalbum 'Reggaestrerad' som både blev nominerat och sedan framröstat som årets album vid Manifestgalan 2019. 

## Post-artistisk karriär
Efter att ha lagt musiken på hyllan slog sig General Knas ner på en gård i Tågarp i Skåne och började odla och sälja laglig hampa, en av de första sådana odlingar i Sverige. Han har också engagerat sig  politiskt och uttryckt starkt stöd för Palestina. General Knas har även konverterat till Islam.

## Diskografi

### Solo
- 2006 – Äntligen har rika människor fått det bättre
- 2009 – Charmörerna presenterar General Knas med Vänner
- 2011 – Kärlek och Revolt!
- 2014 – Folkets röst
- 2016 – Dancehall
- 2018 – Reggaestrerad

### Med Svenska Akademien
- 2001 – Snapphaneklanen (EP)
- 2002 – Med anledning av
- 2004 – Tändstickor för mörkrädda
- 2005 – Resa sig opp
- 2007 – Gör det ändå!
- 2025     Resa dig igen